# أسيتوهكساميد
أسيتوهيكزاميد  (بالإنجليزية: Acetohexamide)‏ من الجيل الأول لأدوية السلفونيل يوريا، يستعمل لعلاج داء السكري من النمط الثاني، وعملياً للمرضى الذين لا يمكن ضبط السكري عندهم عبر الحمية فقط.

## أسماء تجارية
Dymelor

## الاسم العلمي وفقاً لـIUPAC
4-acetyl-N-(cyclohexylcarbamoyl)benzenesulfonamide

## الصيغة الكيميائية
C15H20N2O4S

## الكتلة المولية
324.395 g/mol

## الحرائك الدوائية
- الارتباط البروتيني: 90%.

## آلية التأثير
يخفض سكر الدم بتحفيز إفراز الأنسولين من البنكرياس ومساعدة الجسم على استعمال الأنسولين بفعالية. يجب أن تفرز البنكرياس الأنسولين حتى يعمل هذا الدواء؛ لذلك لا يستعمل لعلاج داء السكري المعتمد على الانسولين من النمط الأول.
يرجع الأسيتوهكزاميد بإستقلابه إلى مستقلب فعال خافض للسكر وهو S-(-)-hydroxyhexamide، ويتم ذلك عبر السيتوكروم.

## الخطورة
الأدوية الخافضة للسكر الفموية بما فيها الأسيتوهكزاميد، تترافق مع ارتفاع في معدل الوفيات بأسباب قلبية وعائية. يجب أن تخبر طبيبك عن المخاطر المحتملة وا الفوائد والأدوية البديلة التي يمكن استخدامها في حالتك.